# Alloeochaete
Alloeochaete is een geslacht uit de grassenfamilie (Poaceae). De soorten van dit geslacht komen voor in Afrika.

## Soorten
Van het geslacht zijn de volgende soorten bekend: 
- Alloeochaete andongensis
- Alloeochaete geniculata
- Alloeochaete gracillima
- Alloeochaete namuliensis
- Alloeochaete oreogena
- Alloeochaete ulugurensis